# 盐碱土坡油甘
盐碱土坡油甘（学名：Smithia salsuginea）为豆科坡油甘属下的一个种。

## 扩展阅读
- 維基物種上的相關：盐碱土坡油甘